# Benedicto Franco
Benedicto Franco (¿?, San Juan del Río, Durango, México - 1917, Durango, Durango, México) fue un militar mexicano que participó en la Revolución mexicana. Nació en San Juan del Río, Durango. Fue pariente del general Francisco Villa y de Wenceslao Franco, formó parte de la escolta en la División del Norte, alcanzando el grado de mayor. Murió a causa de la gripe en Durango, en 1917. 